# Abu-Darwisch-Moschee

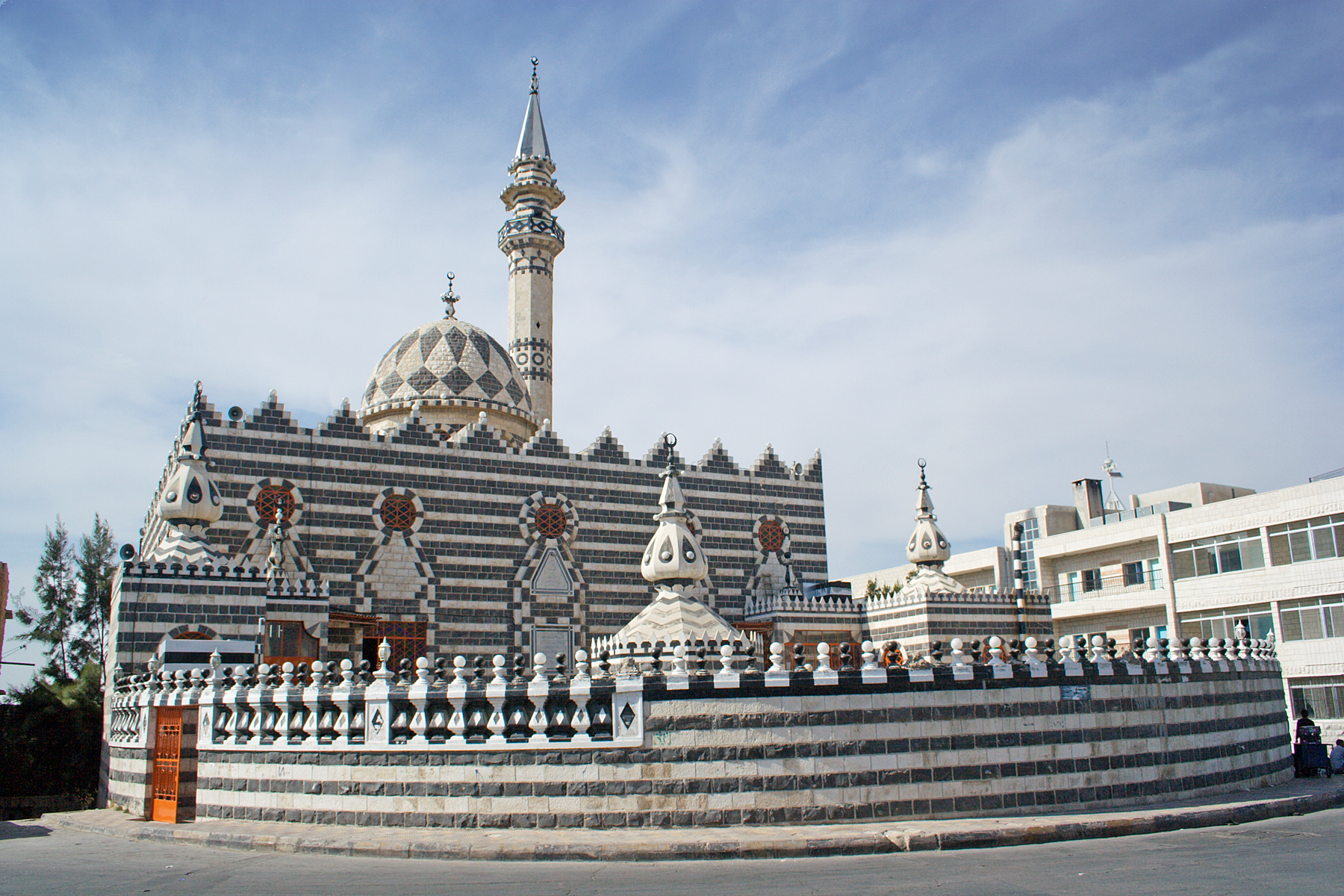
Abu-Darwisch-Moschee

Die Abu-Darwisch-Moschee (arabisch مسجد أبو درويش, DMG Masǧid Abū Darwīš) in der jordanischen Hauptstadt Amman ist eine der bekanntesten Moscheen des Landes und beherbergt eine Madrasa mit Studienbibliothek. Sie befindet sich im muslimisch-christlichen Stadtteil al-Aschrafiyya.

## Geschichte
Der Bau der Moschee ging auf die Initiative des tscherkessischen Schreiners und Grundstückbesitzers Mustafa Hassan Sharkass (* 1903) aus Sarkhomi im Kaukasus zurück, der auch als Abu Darwisch bekannt war. Er verzichtete auf den Bau eines Einfamilienhauses und entschied im Sommer 1959, auf dem noch wenig besiedelten Hügel gegenüber dem Bashir-Hospital eine kleine Moschee zu errichten. Dafür erhielt er die Unterstützung von Saʿid al-Mufti, ex Premierminister, und Ali al-Jabari, damals jordanischer Erziehungsminister. Die Politiker wünschten den Bau einer Schule in Verbindung mit der Moschee und erklärten sich bereit, jährlich 2000 JD an Subventionen bereitzustellen. Im November 1961 waren die Bauarbeiten unter der Leitung des christlichen Unternehmers Sami Nimeh abgeschlossen. Die Baukosten beliefen sich auf 85.000 JD. 1967 kam eine Studienbibliothek unter Leitung von Yusuf Hussein Asfour hinzu. Das Aufsichtsratsmitglied Subhi Mustafa al-Warnali spendete rund 1000 Bücher. Im Jahr 2008 zählte die Bibliothek über 3200 Titel zu Fragen der islamischen Lehre. 
Auffällig ist ihr schwarz-weiß gestreiftes Mauerwerk, welches Bezug auf die traditionelle Architektur der Levante nimmt. Der ehemalige jordanische Diplomat und Lokalhistoriker Seleem Ayoub Quna vergleicht das Gebäude mit al-Azhar-Moschee in Kairo und der Architektur im tunesischen Kairouan. Die Moschee war ab 1974 Sendeort für den gemeinsamen Muezzinruf, den Adhān, in Amman. Nach 1984 wurde diese Funktion an die neu errichtete König-Abdullah-Moschee übertragen.
Der Gebetsraum kann auf drei Ebenen insgesamt 2000 bis 3000 Gläubige aufnehmen. Die Religionsschule hat eine Kapazität von bis zu 1000 Schülern in zwei Schichten. Die Moschee ist die Grabstätte ihres Stifters Abu Darwisch. Der Innenraum zeigt sich nüchtern, ist aber mit persischen Teppichen ausgelegt. Der Zutritt der weit sichtbaren Moschee ist nur Moslems gestattet.